# Andreas Schytte
Andreas Schytte, född 1726, död 1777, var en dansk statsvetenskaplig författare.
Schytte var från 1761 professor vid Sorö akademi och författade under sina sista år de tre verken Staternes indvortes Regering (5 band, 1773–76) och Staternes udvortes Regering (2 band, 1774–75) samt Danmarks og Norges naturlige og politiske Forfatning (band 1, 1777). 